# 上海市静安区业余大学
上海市静安区业余大学，加挂“上海市静安区老年大学”牌子，是位於上海市静安区胶州路601号的一所成人高校。

## 歷史
胶州路601号當地原本是一個花园洋房，1940年时是一座意大利人的兵营。太平洋战争爆发后，这里变成日本帝国上海第三国民小学。日本投降后，第三日本国民学校由国民政府接管，国民政府再移交給上海市教育局社会教育处处长俞庆棠負責。1945年9月，俞庆棠在胶州路601号创办上海市立实验民众学校。俞庆棠请她的学生中共党员胡耐秋任校推广部副主任，俞庆棠的女儿中共党员唐孝纯也在推广部工作。胡耐秋和唐孝纯引入一大批中共党员來到上海市立实验民众学校工作。1945年12月，中共党员冯援到校成立教师党支部和学生党支部。學校還动员学生声援申新九厂工人大罢工，参加反饥饿、反内战、反迫害等活动。1947年1月，上海市参议会提出撤销上海市立实验民众学校的议案，但未能落實。截至1949年，先后有30餘名中共教师党员30余人在上海市立实验民众学校工作，学生中共党员近300人。
1958年，静安区业余大学成立，校園沿用上海市立实验民众学校旧址。

## 建築

### 庆棠楼
2005年，静安区业余大学的主教学楼被掛上上海市优秀历史建筑的标牌，同時主教学楼命名为庆棠楼。庆棠楼是一栋典型的意式建筑。庆棠楼內設立俞庆棠纪念室。2018年，校方在庆棠楼内设立静安区业余大学校史纪念馆。此外上海市立实验民众学校時期的三层坡顶教学楼也保留下来。

### 俞庆棠先生纪念碑
1985年,靜安区业余大学校园内建起俞庆棠先生纪念碑，上有邓颖超题词。